# CFGL-FM
 (mai 2021).
Si vous disposez d'ouvrages ou d'articles de référence ou si vous connaissez des sites web de qualité traitant du thème abordé ici, merci de compléter l'article en donnant les références utiles à sa vérifiabilité et en les liant à la section « Notes et références ».
CFGL-FM, mieux connu sous le nom de Rythme 105.7 est une station de radio commerciale située à la Place Bonaventure, Montréal, Québec appartenant à Cogeco Média et diffusant à la fréquence 105,7 MHz avec une puissance de 48 000 watts à partir du Mont Royal.
Elle est à la tête du réseau Rythme FM qui regroupe cinq stations au Québec.

## Historique
CFGL-FM a été lancé le 10 septembre 1968 par Stereo Laval Inc., propriété de Jean-Pierre Coallier et Roland Saucier, en tant que première radio FM commerciale indépendante au Canada. Elle diffusait avec une puissance de 100 000 watts. CFGL signifie Grand Laval et diffuse de la musique en format belle musique. À la fin des années soixante et dans les années soixante-dix, la station engageait à l'animation des personnalités très connues parmi lesquelles Danielle Ouimet, Guy Godin, Albert Millaire, Serge Turgeon et Raymond Archambault.
Le 17 octobre 1978, le CRTC approuve le transfert de contrôle de CFGL-FM et CIEL-MF (qui sert la Rive-Sud de Montréal avec son antenne à Saint-Bruno-de-Montarville) par le même propriétaire. En 1981, Stereo Laval Inc. fait l'acquisition de CKLM et se départ de CIEL-MF qui devient indépendante, propriété de Radio MF CIEL (1981) Inc, puis CKLM fut revendu en 1983. Dans les années quatre-vingt, à l'animation, on retrouvait notamment Jacques Lemieux, Alain Cadieux et Manon Lépine (mère de l'actrice Magalie Lépine-Blondeau), ainsi que Janine Ross de 1985 à 1994.
En 1987, Cogeco fait l'acquisition de Stéréo Laval Inc. À la suite du déclin du format belle musique, CFGL-FM change de format pour adulte contemporain léger durant les années 1990, puis laisse tomber CFGL pour s'identifier Rythme FM en janvier 1999.
Devant la popularité des réseaux et la compétition dans les grands marchés, Rythme FM lance des nouvelles radios, d'abord le 23 août 2003 à Québec (CJEC-FM 91,9) (vendu à Leclerc Communication en novembre 2011 et désaffilié depuis mai 2012), à Trois-Rivières (CJEB-FM 100,1) en juin 2004, à Sherbrooke (CFGE-FM 93,7 et 98,1) en août 2004 et intègre CIME-FM (103,9 et 101,3) à Saint-Jérôme au réseau en août 2011 puis quitte le réseau Rythme FM en août 2016 pour reformer un réseau CIME-FM dans les Laurentides toujours propriété de Cogeco. En août 2021, la région de Québec (CFOM-FM 102,9) est de retour sur le réseau puis en avril 2022, c'est au tour de Saguenay (CILM-FM 98,3) de faire son retour sur le réseau Rythme FM. Depuis le 25 janvier 2025, une 6e station s’est de nouveau affilié au réseau Rythme FM, soit le (CHLX-FM 97,1) propriété de RNC Media en Outaouais qui a déjà fait partie du réseau de juillet 2014 à janvier 2017.
La plus proche rivale de CFGL est CITE-FM 107,3 Rouge FM. Depuis la fin des années 1990, CFGL recrute plusieurs animateurs vedettes et de renom provenant de stations rivales[réf. nécessaire].

## Animateurs

### Paul Houde
Après trois ans à CKMF-FM, Paul Houde débarque à CFGL le 26 juillet 1982 pour animer l'émission du matin où il y restera jusqu'à l'été 1991. Il réintègre CKAC à l'automne durant cinq ans, et revient à CFGL dès le 19 août 1996. À l'automne 2002, Paul quitte Rythme FM pour coanimer une émission d'avant-midi à la Télévision de Radio-Canada. L'émission de télé n'est pas un succès et Paul revient à Rythme FM à l'automne 2003. En juin 2006, Paul apprend qu'il ne sera pas de retour à l'automne lorsque Rythme FM annonce Patrice L'Écuyer et Mario Jean comme nouveaux animateurs le matin. Cette décision est justifiée par les sondages BBM plaçant son émission quatrième dans le marché. Le directeur des programmes André St-Amand en ajoute que Paul Houde représentait « l'époque CFGL de la station ». Au total, Paul aura fourni 18 ans de ses services à cette antenne.

### 2014 - 2015
- Sébastien Benoît (Mitsou et Sébastien)
- Mitsou Gélinas (Mitsou et Sébastien)
- Véronique Cloutier (Le Véro show)
- Denis Fortin (La musique du 6 à 8)
- Francisco Randez (Le dimanche, c'est le bonheur)
- Émilie Brassard (Le 6 à 9 Café!)

### Été 2015
- Francisco Randez (été 80 - 90; Le dimanche, c'est le bonheur)
- Denis Fortin (La terrasse du 6 à 8; Weekend 80 - 90)
- Émilie Brassard (Le 6 à 9 Café)

### 2015 - 2016
- Jean-François Baril (Rythmée vos matins)
- Sébastien Benoît (Mitsou et Sébastien)
- Mitsou Gélinas (Mitsou et Sébastien)
- Véronique Cloutier (Le Véro show)
- Denis Fortin (La musique du 6 à 8)
- Francisco Randez (Le dimanche, c'est le bonheur)

### Été 2016
- Denis Fortin (Rythmée vos matins; La terrasse du 6 à 8)
- Francisco Randez (L'été, c'est le bonheur; Le dimanche, c'est le bonheur; Weekend 80-90!)
- Julie St-Pierre (Côté Soleil)
- Emilie Brassard (Le 6 à 9 Café)

### 2016 - 2017
- Sébastien Benoît (Mitsou et Sébastien)
- Mitsou Gélinas (Mitsou et Sébastien)
- Denis Fortin (La musique du 6 à 8)
- Francisco Randez (Le dimanche, c'est le bonheur)

### Été 2017
- Julie St-Pierre (La terrasse musicale)
- Denis Fortin (La terrasse musicale)

### 2017 - 2018
- Marie-Ève Janvier (Bonjour Montréal!)
- Mitsou Gélinas (Mitsou et Jean-Philippe)
- Jean-Philippe Dion (Mitsou et Jean-Philippe)
- Sébastien Benoît (Des hits dans l'trafic)
- Denis Fortin (La Playlist)

### 2018 - 2019
- Anaïs Favron (Bonjour Montréal! vendredi)
- Mitsou Gélinas (Mitsou et Jean-Philippe)
- Jean-Philippe Dion (Mitsou et Jean-Philippe)
- Marie-Ève Janvier (L'incroyable retour)
- Sébastien Benoît (L'incroyable retour)
- Alexandre Barrette (L'incroyable retour)
- Denis Fortin (Le Top 6 à Denis)

### Été 2025
- Tatiana Polevoy (Les Leve-tot)[13]

## Visuels

2009-2018
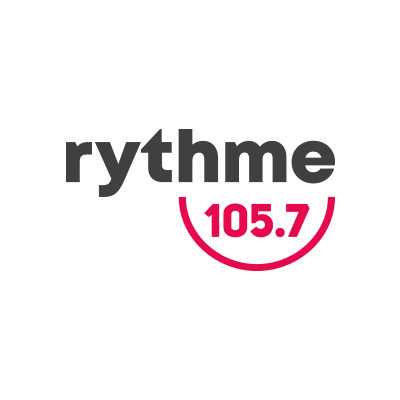
2018-19
Logo de 2019 à 2021
Logo depuis le 7 mars 2021